# Consiglio europeo

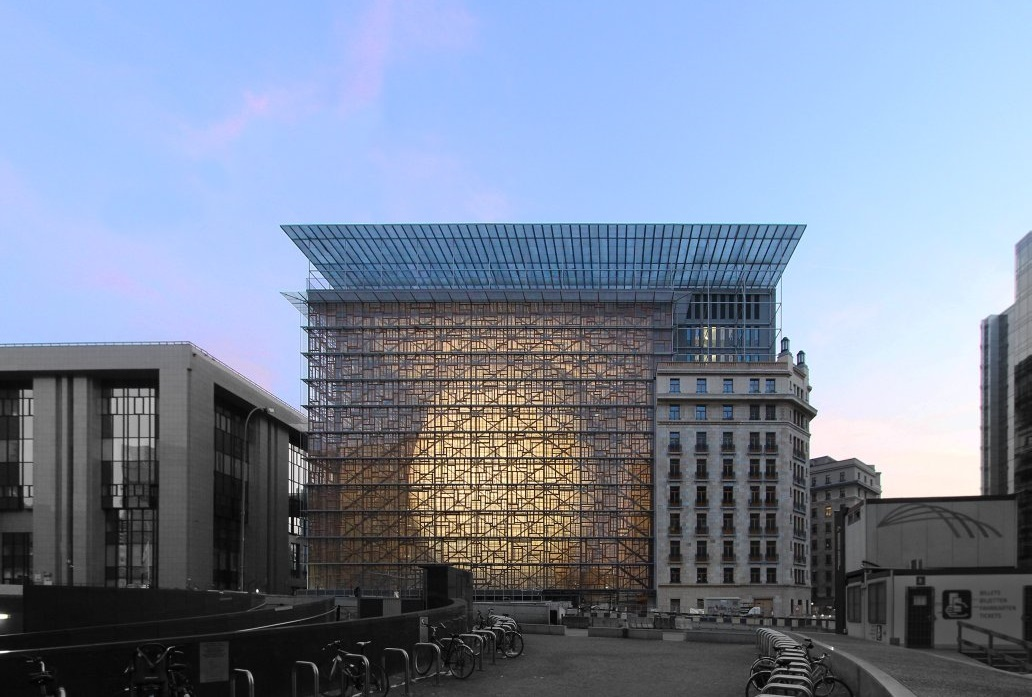
Palazzo Europa

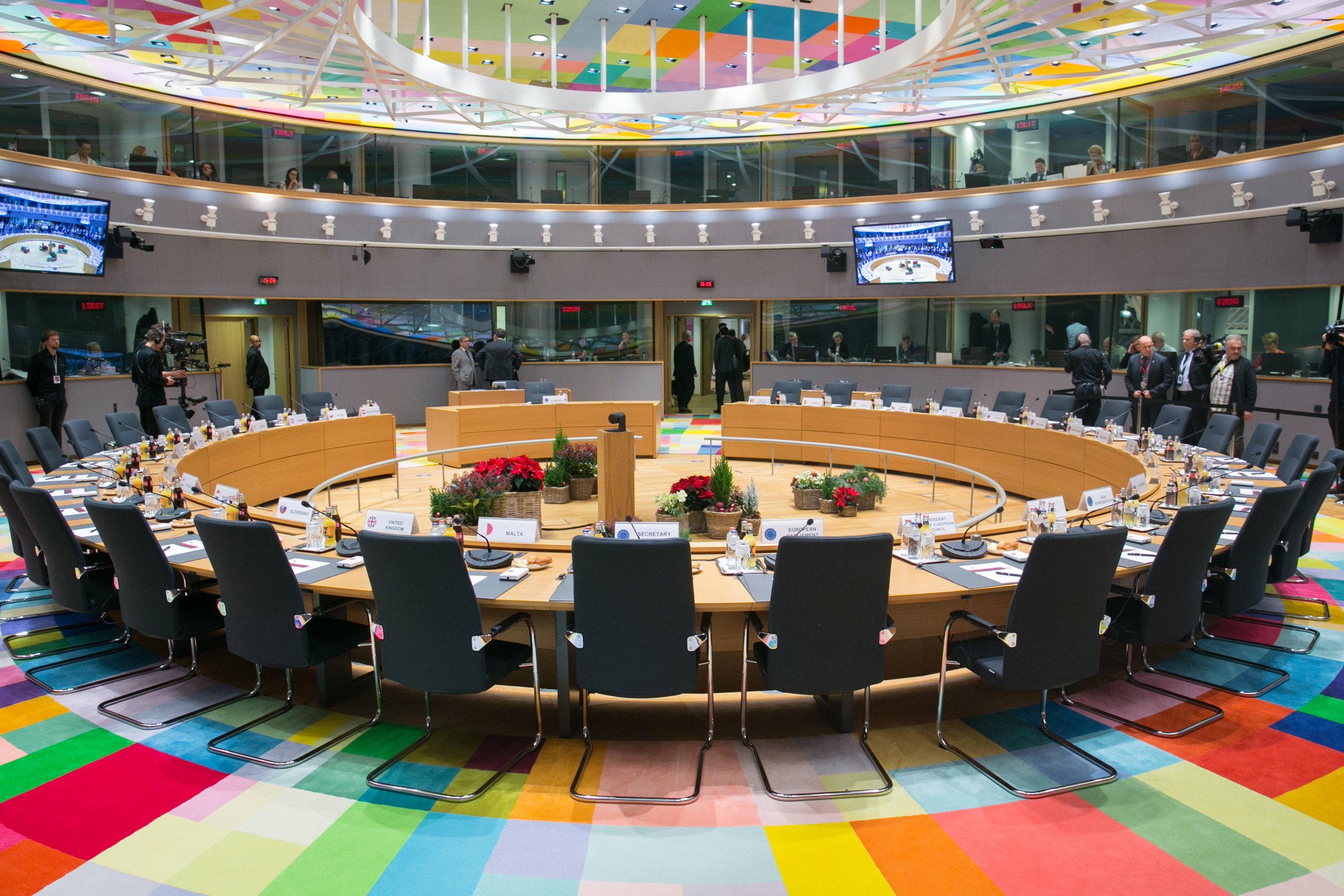
Una delle sale del Palazzo Europa usate comunemente per le riunioni del Consiglio europeo

Il Consiglio europeo è un organismo collettivo che definisce "le priorità e gli indirizzi politici" generali dell'Unione europea ed esamina i problemi del processo di integrazione. Comprende i capi di stato o di governo degli Stati membri dell'UE, con il presidente del Consiglio europeo ed il presidente della Commissione europea. 
Attivo dal 1975, con il Trattato di Lisbona, entrato in vigore il 1º dicembre 2009, il Consiglio europeo è diventato una delle istituzioni dell'Unione europea e ha un presidente, eletto per due anni e mezzo. Dal 2017 ha la propria sede principale nel Palazzo Europa e una sede secondaria nel Palazzo Justus Lipsius, entrambi situati nel Quartiere europeo di Bruxelles.
Non va confuso con un'altra istituzione dell'Unione europea: il Consiglio dell'Unione europea, che detiene il potere legislativo dell'Unione insieme al Parlamento europeo. 
Non va confuso nemmeno col Consiglio d'Europa, il quale è una organizzazione internazionale indipendente dall'Unione europea.

## Storia

### Origini

Il logo del Consiglio europeo e del Consiglio UE fino al 2014

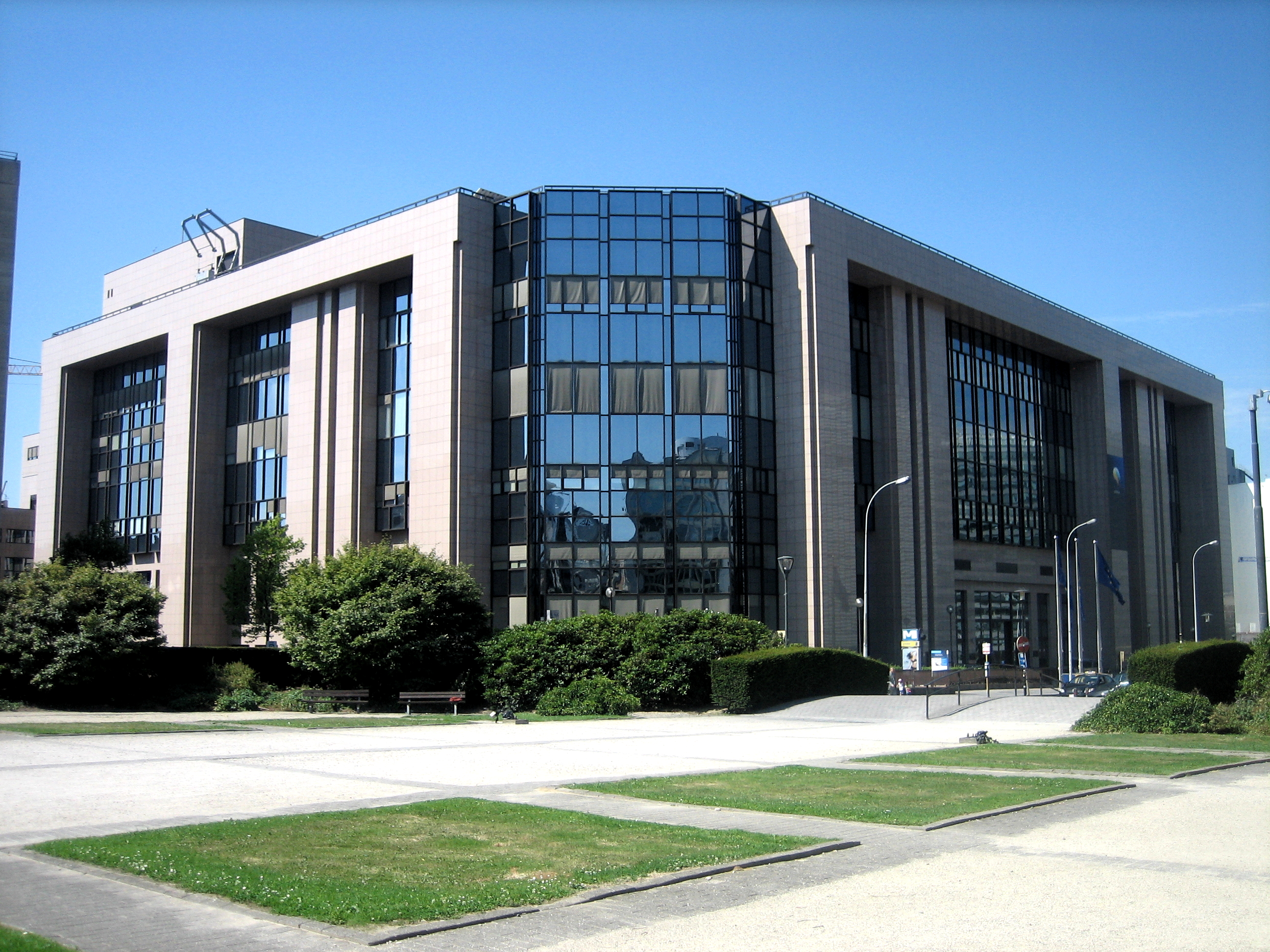
Palazzo Justus Lipsius

Il Consiglio europeo nasce dalla prassi instaurata fin dal 1961 di tenere riunioni informali e senza una cadenza prestabilita tra i capi di Stato e di governo dei paesi che aderivano alle comunità (cd. vertici europei); lo scopo era quello di riunirsi al di fuori del contesto comunitario, a livello di conferenza internazionale per dare nuovo impulso alla cooperazione politica, prescindendo dalle formalità e lungaggini del procedimento comunitario.

### Vertici periodici
Nell'ultimo di tali vertici, tenutosi a Parigi nel 1974, fu deciso di tenere regolarmente riunioni di capi di Stato e di governo chiamandole Consigli Europei, al fine di approfondire l'esame dei problemi relativi alla costruzione europea e dare maggiore coesione alle iniziative della Comunità.
Il 10 e 11 marzo 1975 si tenne così a Dublino il Consiglio europeo inaugurale.
Le regole di funzionamento, inizialmente non previste dai trattati, hanno assunto con il tempo un carattere più formale e sono state definite nel corso di alcune riunioni del Consiglio Europeo stesso (Londra 1977, Stoccarda 1983).
Nei trattati comunitari il Consiglio Europeo figura per la prima volta con l'Atto unico europeo, entrato in vigore il 1º luglio 1987, che all'art. 2 ne ha consacrato giuridicamente la composizione e la cadenza delle riunioni, non inserendolo tuttavia nell'architettura comunitaria, né disciplinandone competenze ed atti.
Soltanto nel 1992 con il Trattato di Maastricht (art. 4) è mutata la qualificazione giuridica di tale istanza, che è divenuta a pieno titolo organo dell'unione, mentre il Trattato di Amsterdam ne ha reso più incisiva e ampia l'azione.
È rimasta tuttavia la natura giuridica anomala e ambigua del Consiglio, dal momento che la sua creazione non era stata prevista nei trattati istitutivi della comunità. Se da un lato la volontà politica degli Stati membri di creare uno strumento flessibile, capace di agire liberamente al di fuori degli schemi istituzionali comunitari aveva consentito a quest'organo di agire spesso in maniera efficace e positiva per lo sviluppo del processo comunitario (passaggio alla fase definitiva del mercato comune, risorse proprie, sistema monetario, negoziato per l'adesione di nuovi stati, elezione diretta del Parlamento, ecc.), dall'altro non era sottoposto alle regole procedurali dei trattati istitutivi né a limiti di competenza.

### Dal trattato di Lisbona
Il 1º dicembre 2009, con l'entrata in vigore del Trattato di Lisbona, diviene un organo dell'UE, e al Consiglio Europeo viene attribuita la funzione di organo di indirizzo politico:
(Trattato sull'Unione Europea, come modificato dal Trattato di Lisbona, art. 15)
Dal 2017 ha la propria sede principale nel Palazzo Europa e una sede secondaria nel Palazzo Justus Lipsius, a Bruxelles.

## Competenze e limiti
Come detto, il Consiglio europeo ha il compito di dettare degli orientamenti generali ai quali gli organi dell'Unione europea devono uniformarsi; a causa della generalità degli orientamenti, in genere vi è un ampio margine di discrezionalità nell'attuazione degli stessi.
Inoltre l'assenza di orientamenti in alcuni ambiti da parte del Consiglio europeo non costituisce sempre ostacolo all'esercizio di attività delle istituzioni dell'Unione europea, a patto che vengano rispettati i trattati comunitari. Le materie per le quali il Consiglio europeo ha un'esclusiva competenza nella definizione degli orientamenti e delle strategie comuni sono la politica estera e la sicurezza comune (PESC); spetta poi al Consiglio dell'UE sviluppare nel dettaglio gli orientamenti e le strategie generali dettate dal Consiglio europeo negli ambiti di cui sopra.
In altri ambiti, il Consiglio europeo ha un ruolo assai marginale e gli orientamenti forniti in tali ambiti non risultano essere vincolanti o determinanti per l'attività delle istituzioni dell'Unione europea. Tali ambiti risultano essere quelli della giustizia e degli affari interni (CGAI), e quelli della cooperazione di polizia e giudiziaria in materia penale.
Una funzione importante assegnata al Consiglio europeo è data dall'art. 29 del Trattato sull'Unione europea. In virtù di tale articolo, il Consiglio europeo "adotta decisioni che definiscono la posizione dell'Unione su una questione particolare di natura geografica o tematica. Gli Stati membri provvedono affinché le loro politiche nazionali siano conformi alle posizioni dell'Unione". Le decisioni del Consiglio europeo hanno in particolare vietato esportazioni, investimenti, finanziamenti o cooperazioni in alcuni campi e nei confronti di alcuni paesi come ad esempio la Siria.

## Composizione e funzionamento

Partiti politici nel Consiglio europeo

Il Consiglio europeo è composto dai capi di Stato o di governo dei paesi membri dell'Unione europea e dal Presidente del Consiglio europeo che ne presiede le sessioni; inoltre partecipa senza diritto di voto il Presidente della Commissione europea. La scelta tra capo di Stato e di governo, quale rappresentante dello Stato membro nelle sedute del Consiglio europeo, è definita dall'ordinamento del singolo Stato in relazione alle peculiarità del sistema istituzionale: per tale motivo, in rappresentanza dell'Italia prende parte alle riunioni il presidente del Consiglio dei ministri, capo di governo, mentre in rappresentanza della Francia il presidente della Repubblica, capo di Stato. Attualmente i Paesi rappresentati nel Consiglio dai propri Capi di Stato sono Francia, Romania e Lituania (repubbliche semipresidenziali) e Cipro (repubblica presidenziale); Portogallo e Polonia, pur avendo un assetto semipresidenziale, sono rappresentati dal Capo di Governo. 
Qualora l'ordine del giorno lo richieda, i membri del Consiglio europeo possono farsi assistere da un ministro e, per quanto riguarda il presidente della Commissione, da un membro della stessa. Partecipa ai lavori anche l'Alto rappresentante dell'Unione per gli affari esteri e la politica di sicurezza.
Ai sensi dell'art. 15 §4 del Trattato sull'Unione europea, che recepisce la precedente prassi, regola generale per l'adozione delle delibere del Consiglio europeo è il consensus, salvo diversa disposizione dei Trattati. Sono dunque previsti casi in cui è necessaria una delibera unanime (constatazione di una grave e persistente violazione da parte di uno Stato membro dei valori contemplati nell'art. 2 TUE, ai sensi dell'art. 7 del medesimo trattato), o adottata a maggioranza qualificata (elezione del presidente del Consiglio europeo art. 15 TUE, proposta al Parlamento europeo di un candidato presidente della Commissione.), o a maggioranza semplice (adozione del proprio regolamento interno art. 235 del Trattato sul funzionamento dell'Unione europea).

### Partiti politici
| Partito | Partito                                                           | Nº | % pop. |
| ------- | ----------------------------------------------------------------- | -- | ------ |
|         | Partito Popolare Europeo                                          | 11 | 40,26% |
|         | Partito dei Conservatori e dei Riformisti Europei                 | 3  | 18,56% |
|         | Partito dell'Alleanza dei Liberali e dei Democratici per l'Europa | 4  | 16,85% |
|         | Partito del Socialismo Europeo                                    | 3  | 11,90% |
|         | Indipendenti                                                      | 4  | 9,05%  |
|         | Patriots.eu                                                       | 1  | 2,18%  |
|         | Non affiliati                                                     | 1  | 1,22%  |
| Totale  | Totale                                                            | 27 | 100%   |

### Membri in carica
| Nome | Nome | Nome                                                            | Stato membro                      | Incarico                              | Partito Politico              | Membro da         | % pop. |
| ---- | ---- | --------------------------------------------------------------- | --------------------------------- | ------------------------------------- | ----------------------------- | ----------------- | ------ |
|      |      | António Costa                                                   | Presidente Senza diritto di voto  | Presidente                            | PSE Nazionale: PS             | 1º dicembre 2024  | –      |
|      |      | Ursula von der Leyen                                            | Commissione Senza diritto di voto | Presidente                            | PPE Nazionale: CDU            | 1º dicembre 2019  | –      |
|      |      | Christian Stocker                                               | Austria                           | Cancelliere federale                  | PPE Nazionale: ÖVP            | 3 marzo 2025      | 1,98%  |
|      |      | Bart De Wever                                                   | Belgio                            | Primo Ministro                        | ECR Nazionale: N-VA           | 3 febbraio 2025   | 2,56%  |
|      |      | Rosen Željazkov In caratteri cirillici: Росен Димитров Желязков | Bulgaria                          | Ministro-Presidente                   | PPE Nazionale: GERB           | 16 gennaio 2025   | 1,56%  |
|      |      | Nikos Christodoulidīs In caratteri greci: Νίκος Χριστοδουλίδης  | Cipro                             | Presidente della Repubblica           | Indipendente                  | 28 febbraio 2023  | 0,20%  |
|      |      | Andrej Plenković                                                | Croazia                           | Presidente del Governo                | PPE Nazionale: HDZ            | 19 ottobre 2016   | 0,91%  |
|      |      | Mette Frederiksen                                               | Danimarca                         | Ministro di Stato                     | PSE Nazionale: SD             | 27 giugno 2019    | 1,30%  |
|      |      | Kristen Michal                                                  | Estonia                           | Ministro capo                         | ALDE Nazionale: ER            | 23 luglio 2024    | 0,30%  |
|      |      | Petteri Orpo                                                    | Finlandia                         | Ministro capo / Ministro di Stato     | PPE Nazionale: KOK            | 20 giugno 2023    | 1,23%  |
|      |      | Emmanuel Macron                                                 | Francia                           | Presidente della Repubblica           | Nessuno Nazionale: RE         | 14 maggio 2017    | 14,98% |
|      |      | Friedrich Merz                                                  | Germania                          | Cancelliere federale                  | PPE Nazionale: CDU            | 6 maggio 2025     | 18,54% |
|      |      | Kyriakos Mītsotakīs In caratteri greci: Κυριάκος Μητσοτάκης     | Grecia                            | Primo Ministro                        | PPE Nazionale: NΔ             | 26 giugno 2023    | 2,40%  |
|      |      | Micheál Martin                                                  | Irlanda                           | Taoiseach                             | ALDE Nazionale: FF            | 23 gennaio 2025   | 1,10%  |
|      |      | Giorgia Meloni                                                  | Italia                            | Presidente del Consiglio dei ministri | ECR Nazionale: FdI            | 22 ottobre 2022   | 13,65% |
|      |      | Evika Siliņa                                                    | Lettonia                          | Ministro Presidente                   | PPE Nazionale: JV             | 15 settembre 2023 | 0,43%  |
|      |      | Gitanas Nausėda                                                 | Lituania                          | Presidente della Repubblica           | Indipendente                  | 12 luglio 2019    | 0,62%  |
|      |      | Luc Frieden                                                     | Lussemburgo                       | Primo Ministro                        | PPE Nazionale: CSV            | 17 novembre 2023  | 0,14%  |
|      |      | Robert Abela                                                    | Malta                             | Primo Ministro                        | PSE Nazionale: PL             | 13 gennaio 2020   | 0,11%  |
|      |      | Dick Schoof                                                     | Paesi Bassi                       | Ministro-Presidente                   | Indipendente                  | 2 luglio 2024     | 3,89%  |
|      |      | Donald Tusk                                                     | Polonia                           | Presidente del Consiglio dei ministri | PPE Nazionale: PO             | 13 dicembre 2023  | 8,49%  |
|      |      | Luís Montenegro                                                 | Portogallo                        | Primo Ministro                        | PPE Nazionale: PSD            | 2 aprile 2024     | 2,30%  |
|      |      | Petr Fiala                                                      | Rep. Ceca                         | Presidente del Governo                | ECR Nazionale: ODS            | 17 dicembre 2021  | 2,35%  |
|      |      | Nicușor Dan                                                     | Romania                           | Presidente                            | Indipendente                  | 26 maggio 2025    | 4,34%  |
|      |      | Robert Fico                                                     | Slovacchia                        | Presidente del Governo                | Nessuno Nazionale: SMER-SD    | 25 ottobre 2023   | 1,22%  |
|      |      | Robert Golob                                                    | Slovenia                          | Presidente del Governo                | Nessuno Nazionale: GS         | 1º giugno 2022    | 0,47%  |
|      |      | Pedro Sánchez                                                   | Spagna                            | Presidente del Governo                | PSE Nazionale: PSOE           | 1º giugno 2018    | 10,49% |
|      |      | Ulf Kristersson                                                 | Svezia                            | Ministro di Stato                     | PPE Nazionale: M              | 18 ottobre 2022   | 2,29%  |
|      |      | Viktor Orbán                                                    | Ungheria                          | Primo Ministro                        | Patriots.eu Nazionale: Fidesz | 29 maggio 2010    | 2,18%  |

### Altri partecipanti
L'Alto rappresentante dell'Unione per gli affari esteri e la politica di sicurezza partecipa sempre ai lavori del Consiglio europeo.
È altresì prassi che all'inizio di ogni riunione del Consiglio vi sia uno scambio di vedute col presidente del Parlamento europeo che tuttavia non partecipa poi ai lavori dei capi di stato e di governo.
Assiste ai lavori del Consiglio europeo anche il Segretario generale del Consiglio dell'Unione europea che è responsabile delle questioni organizzative e del processo verbale delle riunioni.
| Nome | Nome | Nome             | Carica                                                                           | Partito            | Membro dal       |
| ---- | ---- | ---------------- | -------------------------------------------------------------------------------- | ------------------ | ---------------- |
|      |      | Kaja Kallas      | Alto rappresentante dell'Unione per gli affari esteri e la politica di sicurezza | ALDE Nazionale: ER | 1º dicembre 2024 |
|      |      | Roberta Metsola  | Presidente del Parlamento europeo                                                | PPE Nazionale: PN  | 18 gennaio 2022  |
|      |      | Thérèse Blanchet | Segretario generale del Consiglio dell'Unione europea                            | -                  | 1º novembre 2022 |

## Cadenza e sede delle riunioni
I Consigli europei ordinari si tengono, per disposto dell'art. 15 del Trattato sull'Unione europea due volte a semestre a Bruxelles. I consigli Europei speciali o straordinari si tengono a Bruxelles e sono convocati per affrontare singole questioni rimaste irrisolte a livelli inferiori, si tengono inoltre dei Consigli informali, senza una data fissa. Tale organo presenta al Parlamento Europeo una relazione dopo ciascuna riunione e una relazione scritta annuale sui progressi compiuti dall'Unione.
Il Consiglio si riuniva nel Palazzo Justus Lipsius. Dal 2017 la sua nuova sede è il Palazzo Europa.

## Composizione anomala del Consiglio dell'Unione europea
Da ricordare che il trattato di Maastricht e successivamente quello di Amsterdam hanno previsto una composizione anomala del Consiglio dell'Unione europea, laddove viene indicato come Consiglio dell'Unione riunito nella composizione dei capi di Stato o di governo.
Si tratta di una riunione anomala del Consiglio dell'Unione europea alla quale, invece del ministro nazionale competente per materia, partecipa chi, per ogni singolo Stato, è capo dello Stato o è capo dell'esecutivo. Formalmente le decisioni adottate in questa sede saranno da attribuire all'istituzione Consiglio dell'Unione europea anche se, sul piano sostanziale, esse verranno assunte dal Consiglio europeo, visto che la composizione dei due organi coincide.

## Presidente
Dal 2009, con l'entrata in vigore del Trattato di Lisbona, il Presidente del Consiglio Europeo è eletto a maggioranza qualificata dal Consiglio europeo, resta in carica due anni e mezzo e il suo mandato può essere rinnovato una sola volta.
Il primo Presidente permanente del Consiglio europeo, che ha assunto la carica il 1º dicembre 2009, data di entrata in vigore del Trattato di Lisbona, è stato l'ex-primo ministro del Belgio Herman Van Rompuy.
Dal 1º dicembre 2024 il Presidente del Consiglio europeo è António Costa.

## Riferimenti normativi
- Artt. 15 e 29 del Trattato sull'Unione europea